# Dyirbal (taal)
Het Dyirbal of Djirbal is een taal die nog door ongeveer 5 leden van de Dyirbal-stam in noordoost Queensland wordt gesproken. De taal is vooral bekend bij taalkundigen vanwege enkele specifieke kenmerken.

## Fonologie

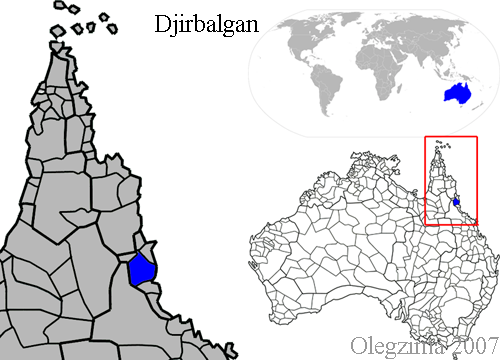
Het Dyirbal-taalgebied

De hoofdklemtoon valt altijd op de eerste lettergreep van een woord, en er komen geen twee beklemtoonde lettergrepen na elkaar voor.
Omdat het Dyirbal geen onderscheid tussen dentalen en alveolaren maakt, kent het slechts vier mogelijke articulatieplekken voor plosieven en nasalen, in tegenstelling tot de meeste andere Australische Aboriginaltalen die er zes kennen. Net als de meeste Australische talen maakt het Dyirbal ook geen onderscheid tussen stemhebbende en stemloze medeklinkers. Net als in het Pinyin worden in de Dyirbalaanse spelling medeklinkers altijd als stemhebbend weergegeven.
Het klinkersysteem kent alleen de klinkers /i/, /a/ en /u/, zoals de meeste Australische talen. Afhankelijk van de fonologische context wordt de /u/ soms als /o/ en de /a/ als /e/ uitgesproken. Het Dyiarbalaanse medeklinkersysteem ziet er als volgt uit:
|             | Bilabiaal | Alveolaar | Alveo-palataal | Retroflex | Velaar |
| Plosief     | p         | t         | c              |           | k      |
| Nasaal      | m         | n         | [ɲ]            |           | ŋ      |
| Lateraal    |           | l         |                |           |        |
| Tril        |           | r         |                |           |        |
| Flap        |           |           |                | [ɽ]       |        |
| Approximant |           |           | j              |           | w      |

## Grammatica
De grammatica van het Dyirbal is vooral bekend vanwege de nominale klassen. Zelfstandige naamwoorden worden op de volgende manieren gecategoriseerd:
- bezielde voorwerpen, mensen
- vrouwelijk, water, vuur, geweld
- eetbaar fruit, groente
- alle overige zaken

De manier waarop sommige zelfstandige naammwoorden in het Dyirbal bij de categorie "vrouwelijk" worden ingedeeld verschilt volgens de meeste taalkundigen wezenlijk van het woordgeslacht zoals dat bijvoorbeeld in veel Indo-Europese talen voorkomt. In zijn boek Women, Fire and Dangerous Things: What Categories Reveal About the Mind heeft George Lakoff hiervan een uitgebreide analyse gemaakt.
Het Dyirbal kent verder gespleten ergativiteit; bij zinnen met een voornaamwoord van de eerste of tweede persoon wordt een soort nominatief-accusatief systeem gebruikt. Het persoonlijk voornaamwoord wordt in dit geval niet gemarkeerd als het onderwerp is, maar wel als het lijdend voorwerp is. De taal is echter wel altijd syntactisch ergatief.

## Taboe
De cultuur van de Dyirbal werd vroeger gekenmerkt door een groot aantal taboes. Zo mochten pasgetrouwden niet zomaar met hun schoonfamilie praten, of ze moesten zich van een heel specifieke woordenschat bedienen die verschilde van het dagelijks leven. Deze zogeheten schoonmoedertaal kwam tot het verdwijnen van het taboe rond 1930 in veel Australische talen voor.